# Alcantarea heloisae
Alcantarea heloisae es una especie  de planta perteneciente a la familia de las alcantareas. Es una especie endémica de Brasil.

## Taxonomía
Alcantarea heloisae fue descrita por  J.R.Grant y publicado en Vidalia 1: 31. 2003.
Etimología;
Alcantarea: nombre genérico otorgado en homenaje a Pedro de Alcántara (1840-1889), segundo emperador de Brasil.
heloisae: epíteto